# 木村三郎
木村 三郎（きむら さぶろう、1907年（明治40年）3月27日 - 1996年（平成8年）6月21日）は、日本の内務官僚、造園家。
官庁技師として造園と都市計画行政の実務に携わる一方で東京大学農学部旧農学科のほか、千葉大学園芸学部、東京農業大学旧農学部造園学科で講師を務めている。国土開発調査会常任幹事、財団法人国土計画協会理事長を歴任。晩年は日本庭園研究に関する著述を多く残す。

## 経歴・人物
- 1907年（明治40年） - 愛知県岡崎市生まれ
- 1928年（昭和3年） - 旧制第八高等学校卒業
- 1931年（昭和6年）
  - 3月 - 東京帝国大学農学部農学科卒業
  - 5月 - 東京帝国大学農学部副手嘱託
- 1935年（昭和10年）2月 - 退職
- 1939年（昭和14年）9月 - 内務技師。防空研究所所属
- 1939年（昭和14年） - 旧満洲国交通部都邑計画司技佐
- 1944年（昭和19年） - 旧満洲国建設司技正・都邑計画科長
- 1947年（昭和22年） - 内務省国土局計画課内務技官
- 1951年（昭和26年） - 建設省総務局土木専門官
- 1953年（昭和28年）10月 - 東京大学農学部非常勤講師併任（1967年（昭和42年）まで）
- 1956年（昭和31年） - 総理府首都圏整備委員会調整官
- 1957年（昭和37年） - 国土総合建設株式会社取締役
- 1969年（昭和44年） - 地方及び国土計画に関する一連の研究で日本造園学会賞受賞
- 1972年（昭和47年） - 第2回日本公園緑地協会北村賞受賞
- 1993年（平成5年） - 日本造園学会 上原敬二賞受賞